# Inger Öst
Lilian Inger Elisabeth Öst Hellström, ogift Öst, född 1 februari 1949 i Fuxerna församling i Lilla Edets kommun i dåvarande Älvsborgs län, är en svensk sångerska, dotter till musikern och snickaren Sigurd Nilsson och sångerskan Anna Öst samt dotterdotter till riksspelmannen Jon-Erik Öst.

## Biografi
Inger Öst föddes i en musikalisk familj och redan som tioåring turnerade hon tillsammans med sin mor på helgerna. Hon fick dispens från nionde klass för att turnera med sånggruppen Family Four. I slutet av 1960-talet började hon sin karriär som soloartist. 1969 deltog för första gången i Melodifestivalen med låten "Du ser mig inte". Fem år senare deltog hon igen, den här gången med "En grön dröm om mej". Under första halvan av 1970-talet turnerade hon tillsammans med bland andra Siw Malmkvist och Marie Bergman. Hon hade flera hits på Svensktoppen, den största hette "Rör vid mej", den svenska versioen av Spaniens ESC-bidrag Eres tu som låg på listan 19 veckor 1973 varav sju veckor på första plats.
Tillsammans med Diana Nuñez och Anita Strandell bildade hon gruppen Tre Damer. De framträdde i krogshower på Berns, Bacchi Wapen och Hamburger Börs. De showade med artister som Cornelis Vreeswijk, Jan Malmsjö, Tommy Körberg och Loa Falkman. Inger Öst har även arbetat som fältartist i Cypern, i Sinai och i Libanon. Hon har även provat på att spela teater och medverkade i farsen Lottor och landstorm på Reginateatern i Stockholm.
Inger Hellström var gift första gången 1969–1979 och andra gången sedan 1984 med affärsmannen Lars Hellström (född 1941), son till affärsmannen Rolf Hellström och Linnéa, ogift Vessberg.

## Diskografi
Studioalbum

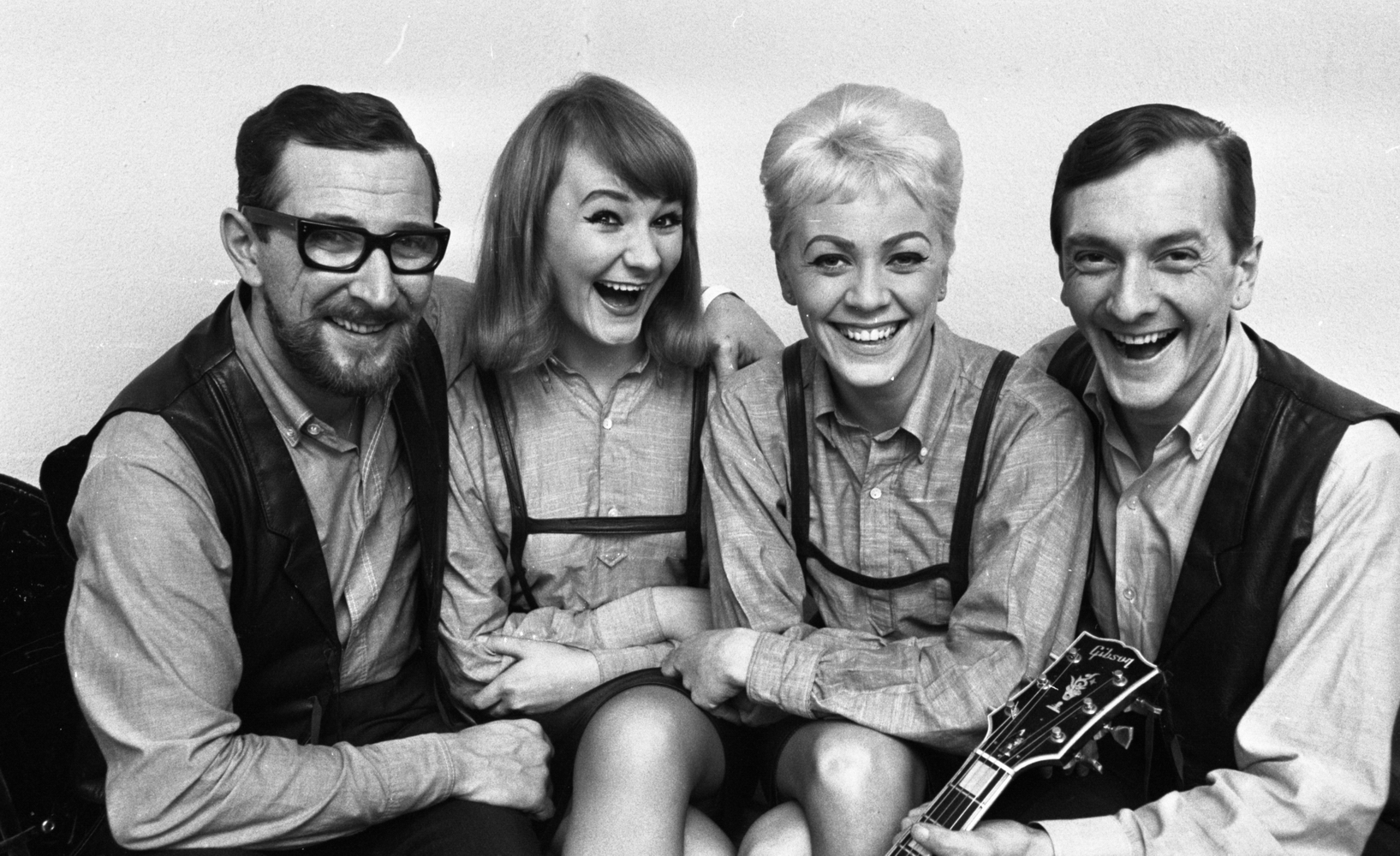
Berndt Öst (1930–2017), Inger Öst (född 1949), Siw Öst (1941–1992) och Stig Öst (1940–1966) i popgruppen Family Four 1966.
Foto:Örebro-Kuriren

- Du ser mig inte – Melodifestivalen 1969
- Vi två i världen (Seuls au monde) – 1970
- Ser du molnen – 1970
- En dans pa rosor (Rose Garden) – 1971
- Den är din, denna jord (Diese Welt) – 1971
- Det finns sol fast det regnar (Weave me the Sunshine) – 1972
- Rör vid mej (Eres tú) – 1973
- Ge mej en sång (Hey, What About Me) – 1973
- En grön dröm om mej – Melodifestivalen 1974
- Du hör en sång (Ik zie een ster) med Totte Wallin – 1974